# Rottha Heng
Rottha Heng (ur. 7 lipca 1997) – kambodżański zapaśnik walczący w stylu wolnym. Brązowy medalista igrzysk Azji Południowo-Wschodniej w 2023. Srebrny medalista mistrzostw Azji Południowo-Wschodniej w 2022, 2023 i 2025 roku.